# Michel Tornéus
Michel Tornéus (ur. 26 maja 1986 w Botkyrce) – szwedzki lekkoatleta specjalizujący się w skoku w dal.
W 2005 uplasował się tuż za podium zajmując czwarte miejsce na mistrzostwach Europy juniorów. Dwa lata później był dziesiąty podczas czempionatu Starego Kontynentu młodzieżowców. Odpadał w eliminacjach halowych mistrzostw Europy w Turynie i mistrzostw świata w Berlinie (2009) oraz halowego czempionatu globu w Dosze (2010). Zajął dziewiąte miejsce podczas mistrzostw Europy w 2010 oraz siódme na halowych mistrzostwach Europy w 2011. Ambasador superligi drużynowych mistrzostw Europy w Sztokholmie (2011). Brązowy medalista mistrzostw Europy z 2012. W 2014 sięgnął po brąz halowych mistrzostw świata, a rok później również halowych, ale mistrzostw Europy. Uczestnik mistrzostw Europy w Amsterdamie (2016), gdzie wywalczył wicemistrzostwo, a także halowych mistrzostw Starego Kontynentu w Belgradzie (2017), w których zdobył srebro. W tym samym roku zajął 8. miejsce podczas mistrzostw świata w Londynie. Rok później na mistrzostwach Europy w Berlinie zajął siódme miejsce z wynikiem 7,86 metra.
Medalista mistrzostw Szwecji oraz reprezentant kraju w drużynowym czempionacie Starego Kontynentu i pucharze Europy.

## Osiągnięcia
| Rok  | Impreza                                 | Miejsce        | Lokata            | Wynik |
| ---- | --------------------------------------- | -------------- | ----------------- | ----- |
| 2005 | Mistrzostwa Europy juniorów             | Kowno          | 4. miejsce        | 7,63  |
| 2006 | I liga pucharu Europy                   | Praga          | 5. miejsce        | 7,51  |
| 2007 | Młodzieżowe mistrzostwa Europy          | Debreczyn      | 10. miejsce       | 7,53  |
| 2008 | I liga pucharu Europy                   | Stambuł        | 3. miejsce        | 7,83  |
| 2009 | Halowe mistrzostwa Europy               | Turyn          | el. – 17. miejsce | 7,58  |
| 2009 | Superliga drużynowych mistrzostw Europy | Leiria         | 9. miejsce        | 7,62  |
| 2009 | Mistrzostwa świata                      | Berlin         | el. – 28. miejsce | 7,78  |
| 2010 | Halowe mistrzostwa świata               | Doha           | el. – 16. miejsce | 7,71  |
| 2010 | I liga drużynowych mistrzostw Europy    | Budapeszt      | 1. miejsce        | 7,98  |
| 2010 | Mistrzostwa Europy                      | Barcelona      | 9. miejsce        | 7,92  |
| 2011 | Halowe mistrzostwa Europy               | Paryż          | 7. miejsce        | 7,84  |
| 2011 | Superliga drużynowych mistrzostw Europy | Sztokholm      | 2. miejsce        | 8,19  |
| 2011 | Mistrzostwa świata                      | Daegu          | el. – 27. miejsce | 7,65  |
| 2012 | Halowe mistrzostwa świata               | Stambuł        | el. – 9. miejsce  | 7,85  |
| 2012 | Mistrzostwa Europy                      | Helsinki       | 3. miejsce        | 8,17  |
| 2012 | Igrzyska olimpijskie                    | Londyn         | 4. miejsce        | 8,11  |
| 2013 | Halowe mistrzostwa Europy               | Göteborg       | 2. miejsce        | 8,29  |
| 2013 | I liga drużynowych mistrzostw Europy    | Dublin         | 2. miejsce        | 7,95  |
| 2013 | Mistrzostwa świata                      | Moskwa         | el. – 19. miejsce | 7,75  |
| 2014 | Halowe mistrzostwa świata               | Sopot          | 3. miejsce        | 8,21  |
| 2014 | Mistrzostwa Europy                      | Zurych         | 5. miejsce        | 8,09  |
| 2015 | Halowe mistrzostwa Europy               | Praga          | 1. miejsce        | 8,30  |
| 2015 | Mistrzostwa świata                      | Pekin          | el. –             | NM    |
| 2016 | Mistrzostwa Europy                      | Amsterdam      | 2. miejsce        | 8,21w |
| 2016 | Igrzyska olimpijskie                    | Rio de Janeiro | el. – 26. miejsce | 7,65  |
| 2017 | Halowe mistrzostwa Europy               | Belgrad        | 2. miejsce        | 8,08  |
| 2017 | I liga drużynowych mistrzostw Europy    | Vaasa          | 1. miejsce        | 7,85w |
| 2017 | Mistrzostwa świata                      | Londyn         | 8. miejsce        | 8,18  |
| 2018 | Mistrzostwa Europy                      | Berlin         | 7. miejsce        | 7,86  |

## Rekordy życiowe
Stadion
- skok w dal – 8,44 (10 lipca 2016, Monachil)
- trójskok – 16,10 (28 sierpnia 2016, Sollentuna)

Hala
- skok w dal – 8,30 (6 marca 2015, Praga) – do 5 marca 2021 halowy rekord Szwecji